# Yoann Langlet
Pour les articles homonymes, voir Langlet.
Yoann Jean-Noël Langlet  (en arabe : يوان لانعلي), né le 25 décembre 1982 au Port (La Réunion), est un footballeur franco-mauritanien.

## Biographie
Né à La Réunion, Yoann Langlet est formé aux Girondins de Bordeaux. Il débute au niveau professionnel au Stade lavallois, avant de poursuivre sa carrière à l'étranger, principalement en Suisse et en Grèce. Son poste de prédilection est milieu de terrain.
Naturalisé mauritanien en 2003 à l'initiative du sélectionneur Noël Tosi,, il participe à une vingtaine de matches avec les Mourabitounes.